# Selva di Val Gardena
Selva di Val Gardena (en allemand, Wolkenstein in Gröden ; en ladin, Sëlva) est une commune italienne d'environ 2 600 habitants située dans la province autonome de Bolzano dans la région du Trentin-Haut-Adige dans le nord-est de l'Italie. C'est une station de vacances d'hiver et d'été très populaire en Italie et aussi en Europe.

## Géographie

Castel Gardena, à Sëlva. Aout 2019.

## Culture

Chœur de l'église à Sëlva. Janvier 2022.

## Administration
| Période                                  | Période  | Identité       | Étiquette | Qualité |
| ---------------------------------------- | -------- | -------------- | --------- | ------- |
| 9 mai 2005                               | En cours | Rolando Demetz |           |         |
| Les données manquantes sont à compléter. |          |                |           |         |

### Hameaux
Plan

### Communes limitrophes
Les communes limitrophes sont  Badia, Campitello di Fassa, Canazei, Corvara in Badia, San Martino in Badia et Santa Cristina Valgardena.

## Personnalités liées
- Mauro Bernardi (1957-), skieur italien, y est né.